# Gaston Castro Makuc
Gaston Castro Makuc  (Santiago de Chile, 1948. augusztus 23. –) chilei nemzetközi labdarúgó-játékvezető, partbíró.

## Pályafutása

### Nemzeti játékvezetés
A küldési gyakorlat szerint rendszeres partbírói tevékenységet is végzett. 1975-ben lett az I. Liga játékvezetője. A nemzeti játékvezetéstől 1993-ban vonult vissza.

### Nemzetközi játékvezetés
A Chilei labdarúgó-szövetség Játékvezető Bizottsága (JB) terjesztette fel nemzetközi játékvezetőnek, a Nemzetközi Labdarúgó-szövetség (FIFA) 1977-től tartotta nyilván bírói keretében. A FIFA JB központi nyelvei közül a spanyolt, az angolt és a franciát beszéli. Több nemzetek közötti válogatott és klubmérkőzést vezetett, vagy működő társának partbíróként segített. A chilei nemzetközi játékvezetők rangsorában, a világbajnokság-Európa-bajnokság sorrendjében többedmagával a 4. helyet foglalja el 1 találkozó szolgálatával. Az aktív nemzetközi játékvezetéstől 1993-ban búcsúzott.

#### Labdarúgó-világbajnokság

##### U20-as labdarúgó-világbajnokság
Ausztrália Rendezte a 3., az 1981-es ifjúsági labdarúgó-világbajnokságot, ahol a FIFA JB bíróként alkalmazta.

###### 1981-es ifjúsági labdarúgó-világbajnokság
| Időpont          | Helyszín                         | Mérkőzés típusa              | Mérkőzés              | Eredmény | Nézők száma |
| ---------------- | -------------------------------- | ---------------------------- | --------------------- | -------- | ----------- |
| 1981. október 3. | Olimpiai Park Stadion, Melbourne | csoportmérkőzés (B. csoport) | Olaszország–Dél-Korea | 1 – 4    | 13 538      |

---
A világbajnoki döntőkhöz vezető úton Spanyolországba a XII., az 1982-es labdarúgó-világbajnokságra a FIFA JB játékvezetőként alkalmazta. Selejtező mérkőzéseket a CONMEBOL zónákban vezetett. A FIFA JB elvárása szerint, ha nem vezetett, akkor partbíróként tevékenykedett. Négy csoportmérkőzésen kapott partbírói feladatot, ebből két alkalommal egyes számú besorolású lett, játékvezetői sérülés esetén továbbvezethette volna a találkozót. Világbajnokságon vezetett mérkőzéseinek száma: 1 + 4 (partbíró).

##### 1982-es labdarúgó-világbajnokság

###### Selejtező mérkőzés
| Időpont           | Helyszín                         | Mérkőzés típusa           | Mérkőzés         | Eredmény |
| ----------------- | -------------------------------- | ------------------------- | ---------------- | -------- |
| 1981. március 23. | Központi Stadion, Rio de Janeiro | előselejtező (1. csoport) | Brazília–Bolívia | 3 – 1    |

###### Világbajnoki mérkőzés
| Időpont          | Helyszín                   | Mérkőzés típusa              | Mérkőzés             | Eredmény | Nézők száma |
| ---------------- | -------------------------- | ---------------------------- | -------------------- | -------- | ----------- |
| 1982. június 24. | Mestalla Stadion, Valencia | csoportmérkőzés (5. csoport) | Honduras–Jugoszlávia | 0 – 1    | 25 000      |

##### 1986-os labdarúgó-világbajnokság

###### Selejtező mérkőzés
| Időpont          | Helyszín                                       | Mérkőzés típusa           | Mérkőzés            | Eredmény |
| ---------------- | ---------------------------------------------- | ------------------------- | ------------------- | -------- |
| 1985. június 9.  | Antonio Vespucio Liberti Stadion, Buenos Aires | előselejtező (1. csoport) | Argentína–Venezuela | 3 – 0    |
| 1985. június 16. | Defensores del Chaco Stadion, Asunción         | előselejtező (3. csoport) | Paraguay–Brazília   | 0 – 2    |

##### 1990-es labdarúgó-világbajnokság

###### Selejtező mérkőzés
| Időpont              | Helyszín                       | Mérkőzés típusa           | Mérkőzés        | Eredmény | Nézők száma |
| -------------------- | ------------------------------ | ------------------------- | --------------- | -------- | ----------- |
| 1989. szeptember 17. | Estadio Centenario, Montevideo | előselejtező (1. csoport) | Uruguay–Bolívia | 2 – 0    | 70 000      |

#### Copa América
A 32., az 1983-as Copa América labdarúgó tornának nem volt házigazdája. Argentína a 33., az 1987-es Copa América, Chile a 35., az 1991-es Copa América labdarúgó tornát a CONMEBOL segítségével szervezte, ahol a CONMEBOL JB játékvezetőként foglalkoztatta.

##### 1983-as Copa América

###### Copa América mérkőzés
| Időpont           | Helyszín                               | Mérkőzés típusa | Mérkőzés          | Eredmény | Nézők száma |
| ----------------- | -------------------------------------- | --------------- | ----------------- | -------- | ----------- |
| 1983. október 13. | Defensores del Chaco Stadion, Asunción | egyik elődöntő  | Paraguay–Brazília | 1 – 1    | 55 000      |

##### 1987-es Copa América

###### Copa América mérkőzés
| Időpont         | Helyszín                             | Mérkőzés típusa              | Mérkőzés         | Eredmény | Nézők száma |
| --------------- | ------------------------------------ | ---------------------------- | ---------------- | -------- | ----------- |
| 1987. július 1. | Gigante de Arroyito Stadion, Rosario | csoportmérkőzés (C. csoport) | Kolumbia–Bolívia | 2 – 0    | 5000        |

##### 1991-es Copa América

###### Copa América mérkőzés
| Időpont          | Helyszín                        | Mérkőzés típusa              | Mérkőzés        | Eredmény | Nézők száma |
| ---------------- | ------------------------------- | ---------------------------- | --------------- | -------- | ----------- |
| 1991. július 9.  | Estadio Sausalito, Viña del Mar | csoportmérkőzés (B. csoport) | Uruguay–Ecuador | 1 – 1    | 18 000      |
| 1991. július 13. | Estadio Sausalito, Viña del Mar | csoportmérkőzés (B. csoport) | Ecuador–Bolívia | 4 – 0    | 19 000      |

#### Olimpiai játékok
Az 1984. évi nyári olimpiai játékok labdarúgó tornájának végső szakaszán a FIFA JB bírói szolgálatra alkalmazta.

##### 1984. évi nyári olimpiai játékok
A mérkőzésre jellemző volt a játékosok indokolatlan sportszerűtlenségi sorozata. A játékvezető igazodva a szabályi előírásokhoz 13 sárga kártyát (12 sárgát az egyiptomi játékosoknak, amiből három második volt; két sárgát az olasz játékosoknak), valamint 4 piros kártyát (3-at az egyiptomi játékosoknak, illetve egyet az olasz játékosnak) mutatott fel fegyelmezési céllal.
| Időpont          | Helyszín                    | Mérkőzés típusa           | Mérkőzés             | Eredmény | Nézők száma |
| ---------------- | --------------------------- | ------------------------- | -------------------- | -------- | ----------- |
| 1984. július 29. | Rose Bowl Stadion, Pasadena | előselejtező (D. csoport) | Olaszország–Egyiptom | 1 – 0    | 37 430      |

#### Nemzetközi kupamérkőzések
Vezetett kupadöntők száma: 1.

##### Copa Libertadores
| Időpont          | Helyszín                               | Mérkőzés típusa     | Mérkőzés                     | Eredmény | Nézők száma |
| ---------------- | -------------------------------------- | ------------------- | ---------------------------- | -------- | ----------- |
| 1979. július 22. | Defensores del Chaco Stadion, Asunción | döntő első mérkőzés | Club Olimpia–CA Boca Juniors | 2 – 0    | 50 000      |

## Sportvezetőként
Aktív pályafutását befejezve a Chilei Labdarúgó-szövetség JB (INAF).igazgatója, a CONMEBOL JB és a FIFA JB tagjaként a bírok képzésével, ellenőrzésével foglalkozik.